# Seznam modenských vévodkyň
Toto je seznam nejen modenských vévodkyň, ale všech manželek modenských panovníků, počínaje titulem paní z Modeny a nominálními modenskými vévodkyněmi konče.

## Paní z Modeny

### Estenští, 1288–1452
| Obrázek | Jméno                  | Otec                                              | Narození | Sňatek                    | Paní od                                | Paní do                        | Úmrtí             | Manžel          |
| ------- | ---------------------- | ------------------------------------------------- | -------- | ------------------------- | -------------------------------------- | ------------------------------ | ----------------- | --------------- |
|         | Konstancie della Scala | Albert I. della Scala, pán z Verony (Scaligerové) | -        | 28. července 1289         | 28. července 1289                      | 20. února 1293 smrt manžela    | po 27. dubnu 1306 | Obizzo II.      |
|         | Gigliola da Carrara    | Francesco Novello da Carrara (rodina Carraresi)   | 1379/82  | červem 1397               | červem 1397                            | 1416                           | 1416              | Niccolò III.    |
|         | Parisina Malatesta     | Andrea Malatesta (Malatestové)                    | 1404     | 1418                      | 1418                                   | 21. května 1425                | 21. května 1425   | Niccolò III.    |
|         | Ricciarda ze Saluzza   | Tomáš III. ze Saluzza (Aleramovci)                | 1410     | 1429/31                   | 1429/31                                | 26. prosince 1441 smrt manžela | 16. srpna 1474    | Niccolò III.    |
|         | Markéta Gonzagová      | Gianfrancesco I. Gonzaga (Gonzagové)              | 1418     | leden 1435                | 26. prosince 1441 manžel se ujal vlády | 3. července 1439               | 3. července 1439  | Leonello d'Este |
|         | Marie Aragonská        | Alfons V. Aragonský (Trastámarové)                | 1425     | 13. dubna/20. května 1444 | 13. dubna/20. května 1444              | 9. prosince 1449               | 9. prosince 1449  | Leonello d'Este |

## Vévodkyně z Modeny

### Estenští, 1452–1796
| Obrázek | Jméno                         | Otec                                          | Narození           | Sňatek            | Vévodkyní od                         | Vévodkyní do                   | Úmrtí             | Manžel         |
| ------- | ----------------------------- | --------------------------------------------- | ------------------ | ----------------- | ------------------------------------ | ------------------------------ | ----------------- | -------------- |
|         | Eleonora Neapolská            | Ferdinand I. Ferrante (Trastámarové)          | 22. června 1450    | 3. července 1473  | 3. července 1473                     | 11. října 1493                 | 11. října 1493    | Herkules I.    |
|         | Lucrezia Borgia               | Rodrigo Borgia, papež Alexandr VI. (Borgiové) | 18. dubna 1480     | 2. února 1502     | 15. června 1505 manžel se ujal vlády | 24. června 1519                | 24. června 1519   | Alfons I.      |
|         | Laura Dianti                  | Francesco Boccacci Dianti (rodina Dianti)     | 1480               | po 1519           | po 1519                              | 31. října 1534 smrt manžela    | 25. června 1573   | Alfons I.      |
|         | Renata Francouzská            | Ludvík XII. Francouzský (Valois)              | 25. října 1510     | 28. června 1528   | 31. října 1534 manžel se ujal vlády  | 3. října 1559 smrt manžela     | 12. června 1575   | Herkules II.   |
|         | Lucrezia Medicejská           | Cosimo I. Medicejský (Medicejové)             | 7. června 1545     | 3. července 1558  | 3. října 1559 manžel se ujal vlády   | 21. dubna 1562                 | 21. dubna 1562    | Alfons II.     |
|         | Barbora Habsburská            | Ferdinand I. Habsburský (Habsburkové)         | 30. dubna 1539     | 5. prosince 1565  | 5. prosince 1565                     | 19. září 1572                  | 19. září 1572     | Alfons II.     |
|         | Markéta Gonzagová             | Vilém I. Gonzaga (Gonzagové)                  | 27. května 1564    | 24. února 1579    | 24. února 1579                       | 27. října 1597 smrt manžela    | 6. ledna 1618     | Alfons II.     |
|         | Virginie Medicejská           | Cosimo I. Medicejský (Medicejové)             | 29. května 1568    | 6. února 1586     | 27. října 1597 manžel se ujal vlády  | 15. ledna 1615                 | 15. ledna 1615    | Cesare         |
|         | Marie Kateřina Farnese        | Ranuccio I. Farnese (Farnese)                 | 18. února 1615     | 11. ledna 1631    | 11. ledna 1631                       | 25. června 1646                | 25. června 1646   | František I.   |
|         | Viktorie Farnese              | Ranuccio I. Farnese (Farnese)                 | 29. dubna 1618     | 12. února 1648    | 12. února 1648                       | 10. srpna 1649                 | 10. srpna 1649    | František I.   |
|         | Lukrécie Barberini            | Taddeo Barberini (Barberiniové)               | 24. října 1628     | 14. října 1654    | 14. října 1654                       | 14. října 1658 smrt manžela    | 24. srpna 1699    | František I.   |
|         | Laura Martinozzi              | Girolamo Martinozzi (rodina Martinozzi)       | 27. května 1639    | 27. května 1655   | 14. října 1658 manžel se ujal vlády  | 16. července 1662 smrt manžela | 19. července 1687 | Alfons IV.     |
|         | Markéta Marie Farnese         | Ranuccio II. Farnese (Farnese)                | 24. listopadu 1664 | 14. července 1692 | 14. července 1692                    | 6. září 1694 smrt manžela      | 17. června 1718   | František II.  |
|         | Šarlota Brunšvicko-Lüneburská | Jan Fridrich Brunšvicko-Calenberský (Welfové) | 8. března 1671     | 11. února 1696    | 11. února 1696                       | 1710                           | 1710              | Rinaldo        |
|         | Šarlota Aglaé Orleánská       | Filip II. Orleánský (Bourbon-Orléans)         | 20. října 1700     | 21. června 1720   | 26. října 1737 manžel se ujal vlády  | 19. ledna 1761                 | 19. ledna 1761    | František III. |
|         | Marie Tereza Cybo-Malaspina   | Alderano I. Cybo-Malaspina (Cybo Malaspina)   | 29. června 1725    | 16. dubna 1741    | 22. února 1780 manžel se ujal vlády  | 29. prosince 1790              | 29. prosince 1790 | Herkules III.  |

### Rakouští-Este, 1814–1859
| Obrázek | Jméno                   | Otec                                | Narození         | Sňatek          | Vévodkyní od                        | Vévodkyní do                       | Úmrtí          | Manžel        |
| ------- | ----------------------- | ----------------------------------- | ---------------- | --------------- | ----------------------------------- | ---------------------------------- | -------------- | ------------- |
|         | Marie Beatrice Savojská | Viktor Emanuel I. (Savojští)        | 6. prosince 1792 | 20. června 1812 | 1814 manžel se ujal vlády           | 15. září 1840                      | 15. září 1840  | František IV. |
|         | Adéla Augusta Bavorská  | Ludvík I. Bavorský (Wittelsbachové) | 19. března 1823  | 20. března 1842 | 21. ledna 1846 manžel se ujal vlády | 11. června 1859 podmanění Sardinií | 28. ledna 1914 | František V.  |

## Nominální vévodkyně z Modeny

### Estenští, 1796–1806
| Obrázek | Jméno                 | Otec                     | Narození      | Sňatek         | Vévodkyní od | Vévodkyní do | Úmrtí              | Manžel                               |
| ------- | --------------------- | ------------------------ | ------------- | -------------- | ------------ | ------------ | ------------------ | ------------------------------------ |
|         | Marie Beatrice d'Este | Herkules III. (Estenští) | 6. dubna 1750 | 15. října 1771 | -            | -            | 14. listopadu 1829 | Ferdinand Karel Habsbursko-Lotrinský |

### Rakouští-Este, 1806–1814
| Obrázek | Jméno                   | Otec                         | Narození         | Sňatek          | Vévodkyní od                          | Vévodkyní do  | Úmrtí         | Manžel        |
| ------- | ----------------------- | ---------------------------- | ---------------- | --------------- | ------------------------------------- | ------------- | ------------- | ------------- |
|         | Marie Beatrice Savojská | Viktor Emanuel I. (Savojští) | 6. prosince 1792 | 20. června 1812 | 1814 znovu nastoupení manžela na trůn | 15. září 1840 | 15. září 1840 | František IV. |

### Rakouští-Este, od 1859
| Obrázek | Jméno                   | Otec                                            | Narození        | Sňatek            | Vévodkyní od                            | Vévodkyní do                           | Úmrtí           | Manžel       |
| ------- | ----------------------- | ----------------------------------------------- | --------------- | ----------------- | --------------------------------------- | -------------------------------------- | --------------- | ------------ |
|         | Adéla Augusta Bavorská  | Ludvík I. Bavorský (Wittelsbachové)             | 19. března 1823 | 20. března 1842   | 11. června 1859 podmanění Sardinií      | 20. listopadu 1875 smrt manžela        | 28. ledna 1914  | František V. |
|         | Zita Bourbonsko-Parmská | Robert I. Parmský (Bourbonsko-parmská dynastie) | 9. května 1892  | 13. června 1911   | 21. listopadu 1916 manžel se ujal vlády | 16. dubna 1917 syn se stal arcivévodou | 14. března 1989 | Karel        |
|         | Markéta Savojská-Aosta  | Amadeus z Aosty (Savojští)                      | 7. dubna 1930   | 29. prosince 1953 | 29. prosince 1953                       | 7. února 1996 smrt manžela             | -               | Robert       |
|         | Astrid Belgická         | Albert II. Belgický (Koburkové)                 | 5. června 1962  | 22. září 1984     | 7. února 1996 manžel se ujal vlády      | Držitel                                | -               | Lorenz       |